# Warren Gamaliel Harding
Warren Gamaliel Harding, cunoscut mai ales ca Warren G. Harding, (n. 2 noiembrie 1865 – d. 2 august 1923) a fost un politician american și cel de-al douăzeci și nouălea președinte al Statele Unite ale Americii, servind în funcție din 1921 până în 1923. A fost al șaselea președinte american care a decedat în decursul mandatului său prezidențial.  Republican din statul Ohio, Harding a fost un publicist influent în domeniul ziaristicii cu un bun simț al oratoriei înainte de a intra în politică, prima dată în Senatul statului Ohio (1899 - 1903), iar ulterior ca viceguvernator⁠(d), de asemenea al statului Ohio (1903 – 1905) 
In timpul președinției lui Warren G. Harding, Statele Unite au semnat rezoluția Knox-Porter. O rezoluție a celui de al șaizeci și șaptelea (67) Congress al Statelor Unite, semnată de către Harding. Care oficial încheia participarea Statelor Unite în primul război mondial. 
Președinția lui Harding a fost în timpul răsăritul perioadei interbelice, mai exact in timpul "Roaring 20's", o perioada de pace și prosperitate pentru Statele Unite.   